# Équipe des îles Cook de rugby à XIII
L'équipe des îles Cook de rugby à XIII est l'équipe qui représente les îles Cook dans les principales compétitions internationales du rugby à XIII. Elle a participé à la Coupe du monde en 2000 et 2022.

## Histoire
C'est véritablement l'année 1995 qui a marqué l'entrée des Iles Cook dans le rugby à XIII de haut niveau. Cette année en effet les insulaires disputent le championnat du monde des nations émergentes qui est créé la même année. Au cours du tournoi, les Iles Cook dominent toutes les équipes qu'elles rencontrent dont deux nations européennes de premier plan ; l’Écosse qu'elle bat en match de groupe, et l'Irlande en finale du tournoi qu'elle remporte.

## L'accès à l'élite mondiale: parcours lors des différentes coupes du monde

### Effectif actuel de l'équipe des îles Cook
Les joueurs présents ci-dessous sont les vingt-et-un joueurs sélectionnés pour le Championnat du Pacifique 2024.